# Tubulanus longivasculus
Tubulanus longivasculus är en djurart som tillhör fylumet slemmaskar, och som beskrevs av Raymond Gibson och Scott D. Sundberg 1999. Tubulanus longivasculus ingår i släktet Tubulanus och familjen Tubulanidae. Inga underarter finns listade i Catalogue of Life.